# Pseudorbis
Pseudorbis is een geslacht van weekdieren uit de klasse van de Gastropoda (slakken).

## Soorten
- Pseudorbis carinifera Lozouet, 1999 †
- Pseudorbis falunica Lozouet, 1999 †
- Pseudorbis granulum (Brugnone, 1873)
- Pseudorbis jameoensis Rubio & Rodriguez Babio, 1991